# Skälderviken

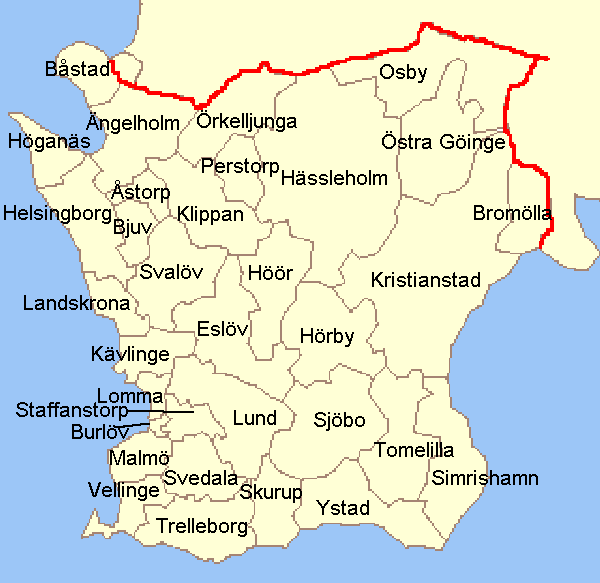
Skälderviken is de baai tussen de gemeente Båstad en de gemeente Höganäs

Skälderviken (Skälderbaai) is een baai van het Kattegat. De baai ligt tussen de schiereilanden Bjäre en Kullen in het noordwesten van de Zweedse provincie Skåne län. De baai is van het noordwesten naar het zuidoosten 23 kilometer lang en 14 kilometer breed op het punt tussen het noordpunt van het schiereiland Kullen en de kust in de buurt Västra Karup op Bjäre. Ten noorden van de baai ligt het eiland Hallands Väderö en nog een paar kleine eilandjes. Er monden verschillende rivieren uit in de baai, waaronder de Rönne å en de Vege å.